# Dreddy Krueger
Dreddy Krueger, född som James Dockery, är en medlem i hiphop-kollektivet Wu-Tang Clan och musikgrupperna Wu-Tang Killa Beez och Royal Fam.